# Ferrovia Košice-Bohumín
La ferrovia Košice–Bohumín è un'importante linea ferroviaria che attraversava da ovest ad est lo Stato dell'ex Cecoslovacchia; dopo la separazione del 1991 è stata suddivisa in due parti territorialmente assegnate alle Ferrovie della Repubblica Slovacca e alle Ferrovie Ceche: rispettivamente la Košice-Žilina e la Žilina–Bohumín.

## Storia
La linea ferroviaria nacque in seguito ad un imperial real privilegio rilasciato il 26 giugno 1866 dall'autorità preposta di Austro-Ungheria alla società ferroviaria privata, Kaschau-Oderberger Bahn, per la costruzione di una linea ferroviaria per collegare Bohumín e la zona industriale e mineraria di carbone della Slesia (allora in Prussia) con quella dell'Ungheria e la città, allora ungherese, di Košice, nell'odierna Slovacchia orientale.
Per mancanza di fondi sufficienti la costruzione ebbe difficoltà iniziali risolte in seguito all'intervento di banche anglo-austriache.
Tra il 1º febbraio 1869 e 1872 il difficile tracciato di 362 km attraverso le montagne venne completato. La società di gestione ebbe sede nella capitale ungherese Budapest; in seguito alla sua costruzione vennero rese operative successivamente altre linee diramate verso le varie direzioni di Cieszyn, Prešov, Leluchów. Tra queste la ferrovia a cremagliera degli Alti Tatra operativa dal 1896 soprattutto per il turismo. Essenzialmente la ferrovia era importante per il trasporto merci, tra la rete ungherese e la rete tedesca, di prodotti agricoli, carbone, minerali e legnami le cui entrate derivanti rappresentavano i 4/5 del totale.
Dopo il 1918, in seguito allo smembramento dell'impero austro-ungarico, la tratta ferroviaria fu assegnata interamente alla neonata Cecoslovacchia. Restava sempre un percorso ferroviario di importanza strategica e pertanto fu compresa tra le prime linee nazionalizzate a partire dal 1º febbraio 1921 divenendo di proprietà delle Ferrovie dello Stato cecoslovacco (ČSD).
La seconda guerra mondiale lasciò grande distruzione in vari punti del tracciato che dovette essere riattivato e potenziato.
La linea era stata costruita a binario unico ma già nella metà degli anni trenta in seguito all'aumento del traffico era iniziato il raddoppio del binario; questo venne ripreso e portato avanti e si concluse nel 1955.
Ciò comportò la costruzione a Strečno di un secondo tunnel e di un secondo ponte. Nel corso del raddoppio della sezione di Kraľovany Turany fu costruito un nuovo tunnel e deviato il percorso, su una tratta di 6,8 km, in conseguenza della costruzione della diga di Krpeľany. Lo stesso si dovette fare a causa dell'invaso di Ruzin con un tunnel. Un altro cambiamento di percorso venne effettuato negli anni settanta in seguito alla costruzione del bacino di Liptovská Mara.
L'elettrificazione dell'intero percorso, a 3000 volt corrente continua, avvenne tra gli anni 1956 e 1961.
La linea fu divisa in due parti territorialmente competenti ai nuovi stati di Repubblica Ceca e Repubblica Slovacca nel 1991.

## Apertura all'esercizio
- Tratta Košice - Kysak - Prešov, 1º settembre 1870
- Tratta Bohumín - Český Těšín, 1º febbraio 1871
- Tratta Český Těšín - Žilina, 8 febbraio 1871
- Tratta Žilina - Poprad, 8 dicembre 1871
- Tratta Poprad - Spišská Nová Ves, 12 dicembre 1871
- Tratta Spišská Nová Ves - Kysak, 12 marzo 1872[3]